# Обработка рук
Обрабо́тка рук — процесс, направленный на достижение определённой чистоты рук соответственно необходимым требованиям.

## История
Впервые обработка рук для профилактики раневой инфекции была применена английским хирургом Джозефом Листером (J. Lister) в 1867 году. Обработка рук хирурга осуществлялась путём дезинфекции их раствором карболовой кислоты (фенола). Помимо этого, Листер использовал раствор карболовой кислоты для орошения инструментария, перевязочного материала и для распыления в воздухе над операционным полем.
Метод сэра Джозефа Листера (1827—1912) стал триумфом медицины 19-го века.

В XXI веке обработка рук — это простой метод профилактики инфекций, в первую очередь кишечных. Своевременная и правильная обработка рук — залог безопасности как медперсонала, так и пациентов.

## Уровни обработки рук
- Бытовой уровень (механическая обработка рук)
- Гигиенический уровень (обработка рук с применением кожных антисептиков)
- Хирургический уровень (особая последовательность манипуляций при обработке рук с последующим надеванием стерильных перчаток)

### Бытовой уровень
Цель: механическое удаление с кожи бо́льшей части транзиторной микрофлоры без применения антисептиков.

### Гигиенический уровень
Цель: механическое удаление с кожи транзиторной микрофлоры (дезинфекция), но с применением антисептика.
Проводится:
- перед надеванием перчаток и после их снятия;
- перед уходом за пациентом с ослабленным иммунитетом или при проведении обходов в палатах, — когда нет возможности мыть руки после осмотра каждого больного;
- перед и после выполнения:
  - инвазивных процедур;
  - малых хирургических манипуляций;
  - ухода за раной или катетером;
- после контакта с биологическими жидкостями, например, аварийные ситуации с кровью и пр.

Оснащение:
- жидкое дозированное рН-нейтральное мыло или индивидуальное одноразовое мыло в кусочках;
- салфетки малые, 15×15 см, одноразовые, чистые;
- кожный антисептик; целесообразно использовать спиртосодержащие кожные антисептики:
  - 70 %-й раствор этилового спирта;
  - 0,5 %-й раствор хлоргексидина биглюконата в 70 %-м этиловом спирте,
  - «АХД-2000 специаль»,
  - «Стериллиум» и др.

Гигиеническая обработка состоит из двух этапов:
- механической очистки рук;
- дезинфекция рук кожным антисептиком.

После окончания механической очистки (двукратное намыливание и ополаскивание) антисептик наносится на кисти рук в количестве не менее 3 мл и тщательно втирается в кожу до полного высыхания; вытирать руки не следует. Если руки не были загрязнены (например, не было контактов с пациентами), то первый этап можно пропустить, и сразу наносить антисептик. Последовательность движений при обработке рук выполняется согласно схеме EN-1500. Каждое движение повторяется не менее 5 раз. Обработка рук осуществляется в течение 30 секунд — 1 минуты.

### Хирургический уровень
Цель: минимизация риска нарушения операционной стерильности, если перчатки оказываются повреждены.
Оснащение:
- жидкое дозированное рН-нейтральное мыло или индивидуальное одноразовое мыло в кусочках;
- салфетки малые, 15х15 см, одноразовые, стерильные;
- кожный антисептик;
- перчатки стерильные хирургические, одноразовые.

Хирургическая обработка состоит из трёх этапов:
- механическая очистка рук;
- дезинфекция рук кожным антисептиком;
- закрытие рук стерильными одноразовыми перчатками.

В обработку включаются предплечья; для промокания используются стерильные салфетки; мытьё рук длится не менее 2 минут. После высушивания дополнительно обрабатываются (одноразовыми стерильными деревянными палочками, смоченными в растворе антисептика): ногтевые ложа и околоногтевые валики. Применение щёток не обязательно, но если щётки применяются, то необходимо использовать стерильные мягкие щётки однократного применения или щётки, способные выдержать автоклавирование. Пользоваться щётками только для обработки околоногтевых областей и для первой обработки в течение рабочей смены.
После проведения первичной, механической очистки на кисти рук наносится антисептик порциями по 3 мл и не допуская высыхания, втирается в кожу, — строго соблюдая последовательность движений схемы EN-1500. Нанесение кожного антисептика: повторяется не менее двух раз; общий расход антисептика — 10 мл; общее время процедуры — 5 минут.
Стерильные перчатки надеваются только на сухие руки. Если продолжительность работы в перчатках составляет более 3 часов, то обработка повторяется со сменой перчаток. После снятия перчаток руки вновь протираются салфеткой, смоченной кожным антисептиком; затем моются с мылом и увлажняются смягчающим кремом.